# Herina ghilianii
Herina ghilianii är en tvåvingeart som beskrevs av Camillo Rondani 1869. Herina ghilianii ingår i släktet Herina och familjen fläckflugor. Inga underarter finns listade i Catalogue of Life.